# غبشية
الغَبَشِيَّةُ أو الخُُسْبُولِيَّات أو الظَّلَامِيَّةُ[بحاجة لمصدر] أو الخنافس مشطية المخالب أو خنافس الطحين أو خنافس الدقيق   هو اسم شائع لأسرة كبيرة من الخنافس. يقدر عدد أنواعها بأكثر من 20000 وهي عالمية الانتشار. العديد من أنواعها تسكن الأماكن المظلمة، مع بعض الاستثناءات كأنواع ستينوكارا وأونيماكريس، التي تنشط نهارا وتخمد ليلا.